# Tröstau
Tröstau – miejscowość i gmina w Niemczech, w kraju związkowym Bawaria, w rejencji Górna Frankonia, w regionie Oberfranken-Ost, w powiecie Wunsiedel im Fichtelgebirge, siedziba wspólnoty administracyjnej Tröstau. Leży w Smreczanach, przy drodze B303.
Gmina położona jest 5 km na zachód od Wunsiedel, 32 km na południe od Hof i 27 km na północny wschód od Bayreuth.

## Dzielnice
W skład gminy wchodzą następujące dzielnice: Fahrenbach, Furthammer, Kühlgrün, Leupoldsdorf, Leupoldsdorferhammer, Neuenhammer, Seehaus, Vordorf, Vordorfermühle, Vierst, Waffenhammer i Tröstau.

## Historia
Pierwsze wzmianki o Tröstau (jako Drosen) pochodzą z 1314. Tröstau było w 1972 częścią pruskiego (wcześniej pod władaniem Hohenzollernów) Księstwa Bayreuth. W wyniku Traktatu tylżyckiego (1807) w 1810 miejscowość stała się częścią Bawarii.
Tröstau stało się samodzielną gminą podczas reformy administracyjnej w 1818. W 1954 do gminy przyłączono gminę Fahrenbach (dotychczas była dzielnicą gminy Nagel). W 1978 do gminy została połączona gmina Vordorf, która stała się automatycznie jej dzielnicą.

## Polityka
Wójtem jest Heinz Martini (SPD). Rada gminy składa się z 15 członków:
|      | CSU | SPD | Wolny Związek Wyborczy Tröstau | Razem     |
| 2002 | 4   | 8   | 3                              | 15 miejsc |

## Zabytki i atrakcje
- zamek w dzielnicy Leupoldsdorf